# Squatina tergocellatoides
 Squatina tergocellatoides  ist ein bodenbewohnender Hai, der im Pazifik im Küstenbereich von Taiwan und nordwestlich von Malaysia vorkommt.

## Aussehen und Merkmale
Das zur Erstbeschreibung genutzte weibliche Individuum von Squatina tergocellatoides hatte eine Körperlänge von 63 Zentimeter. Wie bei anderen Engelhaien ist der Rumpf stark abgeflacht mit sehr breiten Brustflossen, wodurch die Tiere in der Gestalt eher wie lange Rochen wirken. Die Brustflossen sind jedoch deutlich vom Rumpf abgesetzt, während sie bei den meisten Rochen ansatzlos in den Körper übergehen. Squatina tergocellatoides hat zwei Rückenflossen und besitzen keine Afterflosse. Der Körper hat eine hell gelb-braune Rückenfarbe mit dicht gestreuten kleinen weißen Flecken sowie sechs Paaren von Augenflecken auf den Brust- und Bauchflossen und am Schwanzansatz, bestehend aus dunklen Ringen um einen hellen Kern. Auf dem Rücken befinden sich keine vergrößerten Dornen.
Die Augen liegen auf der Kopfoberseite mit einer konkaven Fläche zwischen den Augen, das Maul ist endständig, die äußeren Nasenöffnungen sind mit kurzen Barteln versehen. Die Spritzlöcher sind groß. Die Anzahl der seitlich, unten liegenden Kiemenöffnungen beträgt fünf. Die Nasenklappen und die Barteln sind nur leicht gefranst.

## Verbreitung

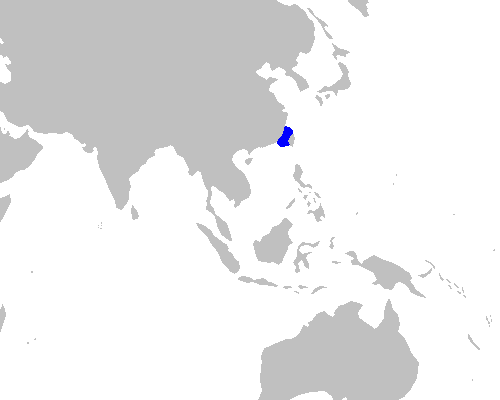
Verbreitung des Japanischen Engelhais

Squatina tergocellatoides ist bislang nur aus der Straße von Taiwan und nordwestlich von Malaysia bekannt, wo die Art durch Fang nachgewiesen wurde. Über die genaue Verbreitung und die bevorzugte Tiefe liegen keine Angaben vor, es wird eine Tiefenverbreitung von 100 bis 300 Metern angenommen.

## Lebensweise
Über die Lebensweise von Squatina tergocellatoides liegen keine Daten vor. Wie andere Engelhaie ernährt er sich wahrscheinlich vor allem von kleinen Knochenfischen, Weichtieren und Krebsen, die er als Lauerjäger auf dem Boden liegend erbeutet. Wie alle Engelhaie ist er ovovivipar – die Eier werden im Muttertier ausgebrütet, bevor die Jungtiere lebend geboren werden.

## Gefährdung
Die International Union for Conservation of Nature (IUCN) stuft diesen Hai wie alle Engelhaie des Gebiets als gefährdet („Vulnerable“) ein. Die Haie werden nicht gezielt befischt, jedoch vor allem als Beifang in der Boden- und Schleppnetzfischerei gefangen, die in seinem gesamten Verbreitungsgebiet durchgeführt werden. Die Einordnung als gefährdete Art erfolgte trotz der geringen Kenntnisse zur Art durch den Vergleich mit anderen Engelhaien, bei denen Populationsrückgänge von mehr als 80 % für Gebiete mit hohem Fischereidruck nachgewiesen wurden.

## Belege
1. 1 2 3  Squatina tergocellatoides in der Roten Liste gefährdeter Arten der IUCN 2010. Eingestellt von: Walsh, J.H. & Ebert, D.A., 2008. Abgerufen am 18. Dezember 2010.